# العلاقات المنغولية المولدوفية
العلاقات المنغولية المولدوفية هي العلاقات الثنائية التي تجمع بين منغوليا ومولدوفا.

## مقارنة بين البلدين
هذه مقارنة عامة ومرجعية للدولتين:
| وجه المقارنة                                              | منغوليا         | مولدوفا                           |
| --------------------------------------------------------- | --------------- | --------------------------------- |
| المساحة (كم2)                                             | 1.57 مليون      | 33.85 ألف                         |
| عدد السكان (نسمة)                                         | 3.08 مليون      | 2.55 مليون                        |
| الكثافة السكانية (ن./كم²)                                 | 1.96            | 75.33                             |
| العاصمة                                                   | أولان باتور     | كيشيناو                           |
| اللغة الرسمية                                             | اللغة المنغولية | اللغة المولدوفية، اللغة الرومانية |
| العملة                                                    | توغروغ منغولي   | ليو مولدوفي                       |
| الناتج المحلي الإجمالي (بليون دولار)                      | 11.49 مليار     | 8.13 مليار                        |
| الناتج المحلي الإجمالي (تعادل القوة الشرائية) بليون دولار | 36.16 مليار     | 17.94 مليار                       |
| الناتج المحلي الإجمالي الاسمي للفرد دولار أمريكي          | 3.97 ألف        | 3.65 ألف                          |
| الناتج المحلي الإجمالي للفرد دولار أمريكي                 | 11.95 ألف       | 4.98 ألف                          |
| مؤشر التنمية البشرية                                      | 0.727           | 0.693                             |
| رمز المكالمات الدولي                                      | +976            | +373                              |
| رمز الإنترنت                                              | .mn             | .md                               |
| المنطقة الزمنية                                           | ت ع م+08:00     | ت ع م+02:00، ت ع م+03:00          |

## منظمات دولية مشتركة
يشترك البلدان في عضوية مجموعة من المنظمات الدولية، منها:
| علم المنظمة | اسم المنظمة                               | تاريخ انضمام منغوليا | تاريخ انضمام مولدوفا |
| ----------- | ----------------------------------------- | -------------------- | -------------------- |
|             | البنك الدولي للإنشاء والتعمير             | 14 فبراير 1991       | 12 أغسطس 1992        |
|             | منظمة التجارة العالمية                    | ?                    | ?                    |
|             | المركز الدولي لتسوية المنازعات الاستشارية | 14 يوليو 1991        | 4 يونيو 2011         |
|             | منظمة الأمن والتعاون في أوروبا            | 21 نوفمبر 2012       | 30 يناير 1992        |
|             | منظمة حظر الأسلحة الكيميائية              | ?                    | ?                    |
|             | الفريق المعني برصد الأرض                  | ?                    | ?                    |
|             | الأمم المتحدة                             | 27 أكتوبر 1961       | 2 مارس 1992          |
|             | منظمة الشرطة الجنائية الدولية             | ?                    | ?                    |
|             | وكالة ضمان الاستثمار متعدد الأطراف        | 21 يناير 1999        | 9 يونيو 1993         |
|             | يونسكو                                    | 1 نوفمبر 1962        | 27 مايو 1992         |
|             | مؤسسة التنمية الدولية                     | 14 فبراير 1991       | 14 يونيو 1994        |
|             | مؤسسة التمويل الدولية                     | 14 فبراير 1991       | 10 مارس 1995         |
|             | الاتحاد البريدي العالمي                   | ?                    | ?                    |
|             | الاتحاد الدولي للاتصالات                  | 27 أغسطس 1964        | 20 أكتوبر 1992       |

## وصلات خارجية
- موقع وزارة الخارجية المنغولية
- موقع وزارة الخارجية المولدوفية